# Talk That Talk

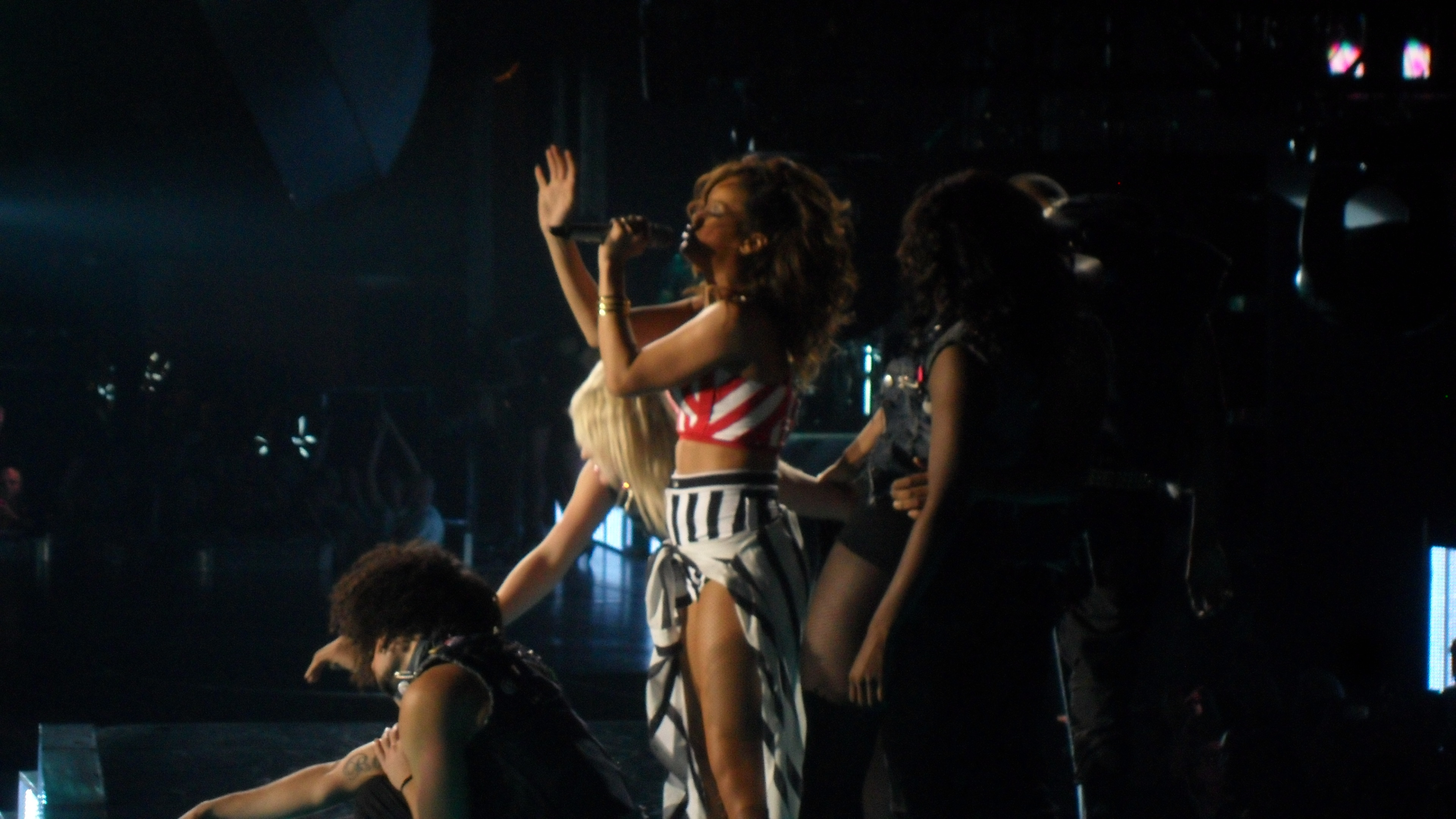
Imatge de la cantant Rihanna.

Talk That Talk és el sisè àlbum d'estudi de la cantant Rihanna. Serà llençat el 21 de novembre de 2011 per la discogràfica Def Jar Recordings.

## Llista de cançons
1. «You Da One»
2. «Where Have You Been»
3. «We Found Love»
4. «Talk That Talk (Feat. Jay-Z)»
5. «Cockiness (Love it)»
6. «Birthday Cake»
7. «We All Want Love»
8. «Drunk On Love»
9. «Roc Me Out»
10. «Watch n'Learn»
11. «Farewell»
12. «Red Lipstick»
13. «Do Ya Thang»
14. «Fool In Love»